# Madness
O Madness é uma banda inglesa de ska, rock e pop de Camden Town, Londres, que se formou em 1976. Em 2008, a banda continuou a realizar shows com a sua linha de sete membros, embora a sua linha tem variado sutilmente ao longo dos anos. 
Juntamente com o The Specials, eles foram uma das bandas mais proeminentes do ska pós-1970 (o chamado movimento 2-Tone), dando uma nova cara ao ska. No entanto, conforme sua carreira progrediu, a banda se afastou um pouco do ska e ficando mais próximo da música pop.
O Madness conquistou a maior parte do seu sucesso na década de 1980. Ambos os Madness e UB40 ficaram exatamente 214 semanas com seus singles no Reino Unido. As bandas, por isso, são detentoras do registro de mais semanas com singles no Reino Unido na década de 1980.

## Origem
A origem do Madness teve início no ano de 1976, em um grupo de ska chamado Invaders, da cidade de Camden. Seus integrantes eram Mike Barson, Chris Foreman e Lee Thompson. Após dois anos de shows e tendo poucos e violentos skinheads como fãs, o grupo resolveu mudar de nome e roupagem. Surge então o Morris and the Minors e ganham alguns integrantes: Graham "Suggs" McPherson, Mark Bedford, Carl “Chas Smash” Smyth e Daniel Woodgate. No final do ano mudam o nome para Madness, uma homenagem a uma canção de Prince Buster, um dos ídolos da banda. 

## Início
Em 1979, resolvem lançar pelo Two-Tone, seu primeiro single, "The Prince", outra homenagem a Buster. A canção torna-se um grande sucesso, ficando entre as 20 mais da parada britânica e rapidamente são contratados pela Stiff Records, mesma casa de Elvis Costello, que resolvem colocar rapidamente o grupo em estúdio. Em outubro é lançado One Step Beyond, que alcançou a segunda posição nas paradas dos mais vendidos.
A faixa-título impulsiona as vendas e chega ao sétimo posto das paradas. O grupo promove uma mistura de ska com rock, nos mesmos moldes do Specials e seu som é batizado de "nutty sound", por incorporar também influências do soul, funk e jazz e bandas britânicas dos anos 60, além das caretas e da grande descontração que viraram marca registrada de suas apresentações. "One Step Beyond", virou um dos maiores hinos do grupo.

## Discografia
- One Step Beyond... (1979)
- Absolutely (1980)
- 7 (1981)
- The Rise & Fall (1982)
- Keep Moving (1984)
- Mad Not Mad (1985)
- The Madness (1988)
- Wonderful (1999)
- The Dangermen Sessions Vol. 1 (2005)
- The Liberty of Norton Folgate (2009)
- Oui Oui, Si Si, Ja Ja, Da Da (2012)
- Can't Touch Us Now (2016)